# Cybalomia haplogramma
Cybalomia haplogramma là một loài bướm đêm trong họ Crambidae.